# Paterno Iam Diu
Paterno Iam Diu (Latijn voor Het was al lang dat onze vaderlijk (hart)) was een encycliek uitgevaardigd door paus Benedictus XV op 24 november 1919, waarin hij het opnam voor het lot van de kinderen in Centraal-Europa, die door de Eerste Wereldoorlog in erbarmelijke omstandigheden moesten leven.
In de encycliek verwoordde de paus zijn zorg over het lot van de inwoners van Centraal-Europa die ondanks de vrede nog steeds verstoken waren van een goede voedsel- en kledingvoorziening. Dit had ertoe bijgedragen dat de situatie na de oorlog alleen maar slechter was geworden, doordat er ook sprake was van de toename van ziektes. In het bijzonder kinderen, die in de ogen van de paus onschuldig waren aan al het geweld, waren hiervan het slachtoffer.
Het verheugde de paus echter dat verschillende initiatieven tot stand waren gekomen om hulp te bieden aan deze kinderen, zoals ook de kerk opgeroepen had om de kinderen van België onder de hoede te plaatsen van katholieke liefdadigheidsinstellingen, waardoor vele kinderen gered konden worden van de hongerdood. Mede door de positieve reactie van het episcopaat van de Verenigde Staten meende Benedictus een oproep te moeten doen aan alle bisschoppen in de wereld om samen met hun gelovigen bijdragen te leveren voor de leniging van de noden van de kinderen in Centraal-Europa.
Met de op handen zijnde kerstperiode riep Benedictus XV op om op 28 december, het feest van de Onschuldige Kinderen, speciale gebeden te laten uitgaan en de collecte ter beschikking te stellen voor dit doel. Daarnaast riep Benedictus op om inzamelingsacties te houden voor voedsel, medicijnen en kleding zodat de organisaties, belast met de distributie hiervan, over voldoende middelen kon beschikken om de mensen in nood te helpen. De paus sprak tevens de hoop uit dat deze vorm van liefdadigheid zich niet alleen zou beperken tot katholieke kring. Ook hijzelf droeg bij door de donatie van 100.000 Italiaanse lire.